# Le Grand Duduche
Le Grand Duduche est un personnage de fiction créé par le dessinateur français Cabu. 
Ce grand lycéen mince, rêveur et naïf, éternel amoureux de la fille du proviseur a donné son nom à une série de bande dessinée humoristique publiée dans l'hebdomadaire Pilote à partir de janvier 1963, passée à Charlie hebdo et Charlie Mensuel dans les années 1970. Cette série est en outre publiée sous forme d'albums à partir de 1967.
Cabu a continué à utiliser Duduche dans ses dessins d'humours et ses bandes dessinées jusqu'à son assassinat en 2015.

## Le personnage
Le Grand Duduche est un lycéen blond, grand et maigre, avec de petites lunettes rondes, ne portant que des jeans et toujours chaussé de baskets. Il ressemble par bien des aspects à un autoportrait de Cabu mais le Grand Duduche doit en fait beaucoup aux années de son auteur au lycée Pierre Bayen de Châlons-sur-Marne. Il y a emprunté des caractéristiques à plusieurs de ses camarades de classe. Cabu raconte dans un documentaire de Didier Lannoy que c'est Goscinny qui lui a suggéré de trouver un nom au Grand Duduche et d'en faire un personnage central. 
C'est un potache paresseux et irrévérencieux, évoluant dans un lycée de garçons typique de l'Éducation nationale d'avant 1968. Les personnages récurrents de la série sont le Proviseur (un fonctionnaire solennel et sûr de lui), la fille du proviseur (dont Duduche est amoureux sans être payé de retour) qui habite avec son père dans l'établissement, Monsieur Borgnolle, professeur de latin, le pathétique « pion » Belphégor (un raté barbu à écharpe qui rêve de gloire académique et littéraire et publie à compte d'auteur des romans sous le pseudonyme de Félix Potin), Momo le bon copain (un petit frisé un peu enveloppé).

## Évolution de la série
Au cours des années 1970, le personnage se fait plus contestataire, résolument antimilitariste. Après la fin de la série, le Grand Duduche ayant un peu mûri, devenu un pacifiste et écologiste convaincu, continue de hanter l'œuvre de Cabu. Il apparaît régulièrement, parfois accompagné de Momo et de la fille du Proviseur, aux côtés de « mon Beauf », des « nouveaux beaufs », ou de « l'adjudant Kronenbourg ». Le personnage du beauf est à la fois inspiré du beau-frère de Cabu, du maire de Nice Jean médecin et du patron-à-berger-allemand d'un bar châlonnais surnommé l'Alsaco. La fille du proviseur est devenue haute-magistrate et a épousé un député-maire de Châlons.
Danièle Gilbert a été surnommée la Grande Duduche par Jacques Martin en référence à cette bande dessinée.
Une expo-hommage au Grand Duduche est organisée par la Librairie Goscinny du 12 décembre 2008 au 10 janvier 2009.

## Albums
- Le grand Duduche [1967], Dargaud

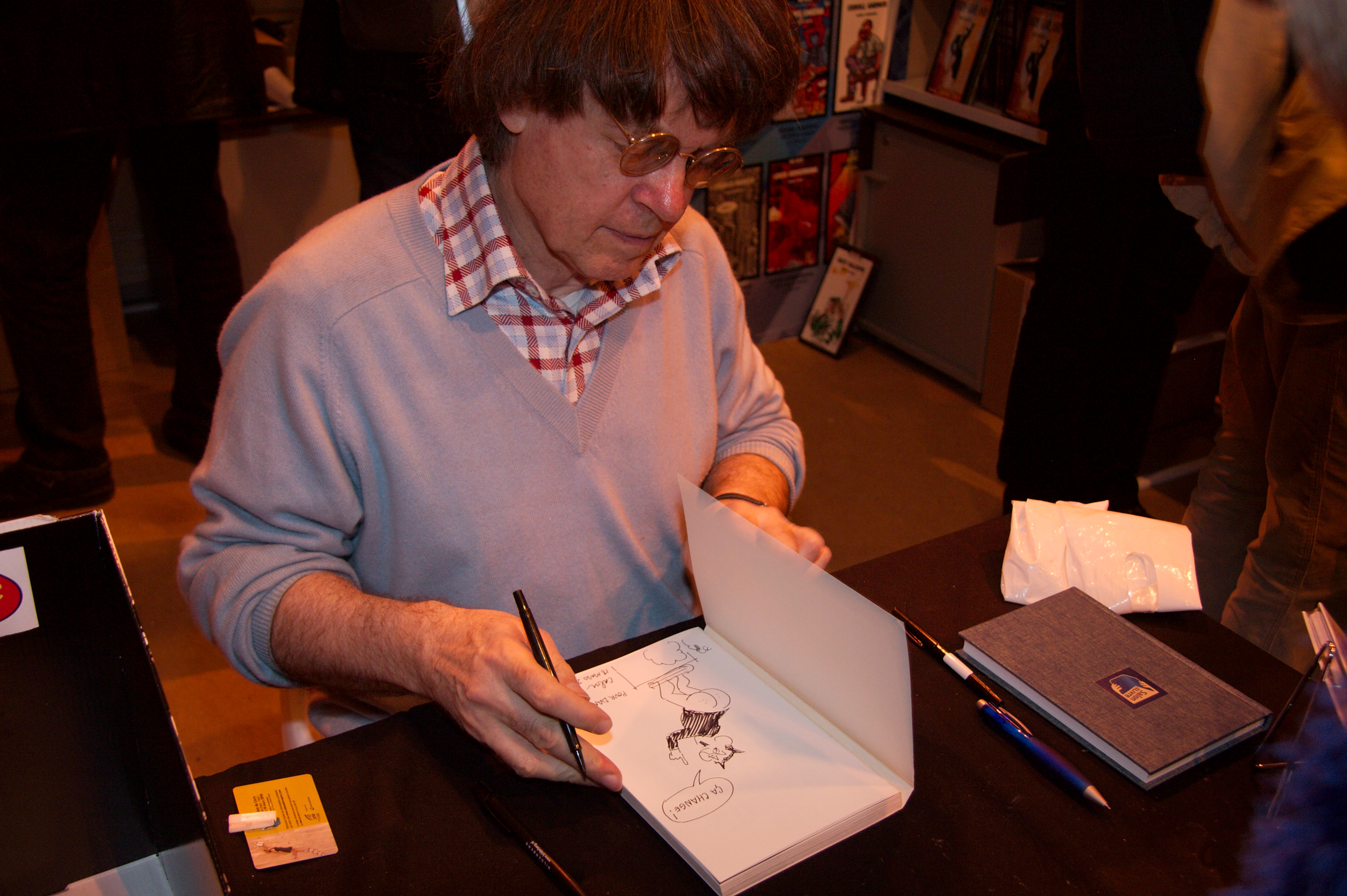
Séance de dédicaces avec Cabu lors du Salon du livre 2008 de Paris.

- Il lui faudrait une bonne guerre [1972], Dargaud
- L'ennemi intérieur [1973] Le Square
- Le grand Duduche en vacances [1974] Le Square
- Passe ton bac d'abord, après on verra [1980] Edition du rond-point
- Marabout'd ficelle [1980], Dargaud
- À bas la mode [1981], Dargaud
- Et la fille du proviseur [1982], Dargaud
- Le Grand Duduche : L'Intégrale [2008], Vents d'Ouest